# Формула-1 — Чемпіонат 1998
Формула-1 1998 року — сезон чемпіонату світу з автоперегонів у класі Формула-1, який проводився під егідою FIA. Чемпіонат відбувся у період з березня по листопад та складався з 16 Гран-прі. Сезон розпочався на Гран-прі Австралії 8 березня та закінчився на Гран-прі Японії 1 листопада. Міка Гаккінен здобув свій перший титул чемпіона, а його команда McLaren-Mercedes виборола Кубок конструкторів.

## Команди та пілоти
Наступні команди та пілоти брали участь у Чемпіонаті світу 1998 року.
| Команда                      | Конструктор         | Шасі   | Двигун                | Шини | №  | Пілот                  | Гран-прі |
| ---------------------------- | ------------------- | ------ | --------------------- | ---- | -- | ---------------------- | -------- |
| Winfield Williams            | Williams-Mecachrome | FW20   | Mecachrome GC37-01    | G    | 1  | Жак Вільнев            | Всі      |
| Winfield Williams            | Williams-Mecachrome | FW20   | Mecachrome GC37-01    | G    | 2  | Гайнц-Гаральд Френтцен | Всі      |
| Scuderia Ferrari Marlboro    | Ferrari             | F300   | Ferrari 047           | G    | 3  | Міхаель Шумахер        | Всі      |
| Scuderia Ferrari Marlboro    | Ferrari             | F300   | Ferrari 047           | G    | 4  | Едді Ірвайн            | Всі      |
| Mild Seven Benetton Playlife | Benetton-Playlife   | B198   | Playlife GC37-01      | B    | 5  | Джанкарло Фізікелла    | Всі      |
| Mild Seven Benetton Playlife | Benetton-Playlife   | B198   | Playlife GC37-01      | B    | 6  | Александр Вюрц         | Всі      |
| West McLaren Mercedes        | McLaren-Mercedes    | MP4/13 | Mercedes FO110G       | B    | 7  | Девід Култгард         | Всі      |
| West McLaren Mercedes        | McLaren-Mercedes    | MP4/13 | Mercedes FO110G       | B    | 8  | Міка Гаккінен          | Всі      |
| Benson & Hedges Jordan       | Jordan-Mugen-Honda  | 198    | Mugen-Honda MF-301 HC | G    | 9  | Деймон Гілл            | Всі      |
| Benson & Hedges Jordan       | Jordan-Mugen-Honda  | 198    | Mugen-Honda MF-301 HC | G    | 10 | Ральф Шумахер          | Всі      |
| Gauloises Prost Peugeot      | Prost-Peugeot       | AP01   | Peugeot A16           | B    | 11 | Олів'є Паніс           | Всі      |
| Gauloises Prost Peugeot      | Prost-Peugeot       | AP01   | Peugeot A16           | B    | 12 | Ярно Труллі            | Всі      |
| Red Bull Sauber Petronas     | Sauber-Petronas     | C17    | Petronas SPE-01D      | G    | 14 | Жан Алезі              | Всі      |
| Red Bull Sauber Petronas     | Sauber-Petronas     | C17    | Petronas SPE-01D      | G    | 15 | Джонні Герберт         | Всі      |
| Danka Zepter Arrows          | Arrows              | A19    | Arrows T2-F1          | B    | 16 | Педру Дініс            | Всі      |
| Danka Zepter Arrows          | Arrows              | A19    | Arrows T2-F1          | B    | 17 | Міка Сало              | Всі      |
| HSBC Stewart Ford            | Stewart-Ford        | SF02   | Ford VJ Zetec-R       | B    | 18 | Рубенс Баррікелло      | Всі      |
| HSBC Stewart Ford            | Stewart-Ford        | SF02   | Ford VJ Zetec-R       | B    | 19 | Ян Магнуссен           | 1–7      |
| HSBC Stewart Ford            | Stewart-Ford        | SF02   | Ford VJ Zetec-R       | B    | 19 | Йос Ферстаппен         | 8–16     |
| PIAA Tyrrell                 | Tyrrell-Ford        | 026    | Ford JD Zetec-R       | G    | 20 | Рікарду Россет         | Всі      |
| PIAA Tyrrell                 | Tyrrell-Ford        | 026    | Ford JD Zetec-R       | G    | 21 | Тораносуке Такагі      | Всі      |
| Fondmetal Minardi Team       | Minardi-Ford        | M198   | Ford JD Zetec-R       | B    | 22 | Сіндзі Накано          | Всі      |
| Fondmetal Minardi Team       | Minardi-Ford        | M198   | Ford JD Zetec-R       | B    | 23 | Естебан Туеро          | Всі      |
| Джерело:                     |                     |        |                       |      |    |                        |          |

- Усі двигуни були в конфігурації V10 з робочим об’ємом 3,0 л.[2][3]

## Календар
| №        | Гран-прі                  | Траса                                  | Дата        |
| -------- | ------------------------- | -------------------------------------- | ----------- |
| 1        | Гран-прі Австралії        | Альберт-Парк, Мельбурн                 | 8 березня   |
| 2        | Гран-прі Бразилії         | Інтерлагус, Сан-Паулу                  | 29 березня  |
| 3        | Гран-прі Аргентини        | Автодром Буенос-Айреса, Буенос-Айрес   | 12 квітня   |
| 4        | Гран-прі Сан-Марино       | Автодром Енцо та Діно Феррарі, Імола   | 26 квітня   |
| 5        | Гран-прі Іспанії          | Каталунья, Монмало                     | 10 травня   |
| 6        | Гран-прі Монако           | Міська траса Монте-Карло, Монте-Карло  | 24 травня   |
| 7        | Гран-прі Канади           | Автодром імені Жиля Вільнева, Монреаль | 7 червня    |
| 8        | Гран-прі Франції          | Невер Маньї-Кур, Маньї-Кур             | 28 червня   |
| 9        | Гран-прі Великої Британії | Автодром Сільверстоун, Сільверстоун    | 12 липня    |
| 10       | Гран-прі Австрії          | А1-Ринг, Шпільберг                     | 26 липня    |
| 11       | Гран-прі Німеччини        | Гоккенгаймринг, Гоккенгайм             | 2 серпня    |
| 12       | Гран-прі Угорщини         | Хунгароринг, Модьород                  | 16 серпня   |
| 13       | Гран-прі Бельгії          | Спа-Франкоршам, Спа                    | 30 серпня   |
| 14       | Гран-прі Італії           | Автодром Монца, Монца                  | 13 вересня  |
| 15       | Гран-прі Люксембургу      | Нюрбургринг, Нюрбург                   | 27 вересня  |
| 16       | Гран-прі Японії           | Міжнародний автодром Судзуки, Судзука  | 1 листопада |
| Джерело: |                           |                                        |             |

### Зміни в календарі
- Гран-прі Португалії спочатку було заплановане на 11 жовтня та мало пройти на Ешторільському автодромі. Пізніше гонку було скасовано через відмову португальського уряду виділити кошти на необхідні оновлення безпеки.[5] Скасування призвело до п'ятитижневої паузи між Гран-прі Люксембургу та фінальним Гран-прі Японії.

## Результати та положення в заліках

### Гран-прі
| №        | Гран-прі                  | Поул-позиція        | Швидке коло     | Переможець      | Конструктор        | Звіт |
| -------- | ------------------------- | ------------------- | --------------- | --------------- | ------------------ | ---- |
| 1        | Гран-прі Австралії        | Міка Гаккінен       | Міка Гаккінен   | Міка Гаккінен   | McLaren-Mercedes   | Звіт |
| 2        | Гран-прі Бразилії         | Міка Гаккінен       | Міка Гаккінен   | Міка Гаккінен   | McLaren-Mercedes   | Звіт |
| 3        | Гран-прі Аргентини        | Девід Култгард      | Александр Вюрц  | Міхаель Шумахер | Ferrari            | Звіт |
| 4        | Гран-прі Сан-Марино       | Девід Култгард      | Міхаель Шумахер | Девід Култгард  | McLaren-Mercedes   | Звіт |
| 5        | Гран-прі Іспанії          | Міка Гаккінен       | Міка Гаккінен   | Міка Гаккінен   | McLaren-Mercedes   | Звіт |
| 6        | Гран-прі Монако           | Міка Гаккінен       | Міка Гаккінен   | Міка Гаккінен   | McLaren-Mercedes   | Звіт |
| 7        | Гран-прі Канади           | Девід Култгард      | Міхаель Шумахер | Міхаель Шумахер | Ferrari            | Звіт |
| 8        | Гран-прі Франції          | Міка Гаккінен       | Девід Култгард  | Міхаель Шумахер | Ferrari            | Звіт |
| 9        | Гран-прі Великої Британії | Міка Гаккінен       | Міхаель Шумахер | Міхаель Шумахер | Ferrari            | Звіт |
| 10       | Гран-прі Австрії          | Джанкарло Фізікелла | Девід Култгард  | Міка Гаккінен   | McLaren-Mercedes   | Звіт |
| 11       | Гран-прі Німеччини        | Міка Гаккінен       | Девід Култгард  | Міка Гаккінен   | McLaren-Mercedes   | Звіт |
| 12       | Гран-прі Угорщини         | Міка Гаккінен       | Міхаель Шумахер | Міхаель Шумахер | Ferrari            | Звіт |
| 13       | Гран-прі Бельгії          | Міка Гаккінен       | Міхаель Шумахер | Деймон Гілл     | Jordan-Mugen-Honda | Звіт |
| 14       | Гран-прі Італії           | Міхаель Шумахер     | Міка Гаккінен   | Міхаель Шумахер | Ferrari            | Звіт |
| 15       | Гран-прі Люксембургу      | Міхаель Шумахер     | Міка Гаккінен   | Міка Гаккінен   | McLaren-Mercedes   | Звіт |
| 16       | Гран-прі Японії           | Міхаель Шумахер     | Міхаель Шумахер | Міка Гаккінен   | McLaren-Mercedes   | Звіт |
| Джерело: |                           |                     |                 |                 |                    |      |

### Пілоти
Очки отримують перші шість пілотів.
| Позиція | 1-ша | 2-га | 3-тя | 4-та | 5-та | 6-та |
| Очки    | 10   | 6    | 4    | 3    | 2    | 1    |

| Поз.     | Пілот                  | АВС  | БРА  | АРГ  | СМР  | ІСП  | МОН  | КАН  | ФРА  | ВЕЛ  | АВТ  | НІМ  | УГО  | БЕЛ  | ІТА  | ЛЮК  | ЯПО  | Очки |
| -------- | ---------------------- | ---- | ---- | ---- | ---- | ---- | ---- | ---- | ---- | ---- | ---- | ---- | ---- | ---- | ---- | ---- | ---- | ---- |
| 1        | Міка Гаккінен          | 1    | 1    | 2    | Схід | 1    | 1    | Схід | 3    | 2    | 1    | 1    | 6    | Схід | 4    | 1    | 1    | 100  |
| 2        | Міхаель Шумахер        | Схід | 3    | 1    | 2    | 3    | 10   | 1    | 1    | 1    | 3    | 5    | 1    | Схід | 1    | 2    | Схід | 86   |
| 3        | Девід Култгард         | 2    | 2    | 6    | 1    | 2    | Схід | Схід | 6    | Схід | 2    | 2    | 2    | 7    | Схід | 3    | 3    | 56   |
| 4        | Едді Ірвайн            | 4    | 8    | 3    | 3    | Схід | 3    | 3    | 2    | 3    | 4    | 8    | Схід | Схід | 2    | 4    | 2    | 47   |
| 5        | Жак Вільнев            | 5    | 7    | Схід | 4    | 6    | 5    | 10   | 4    | 7    | 6    | 3    | 3    | Схід | Схід | 8    | 6    | 21   |
| 6        | Деймон Гілл            | 8    | ДСК  | 8    | 10†  | Схід | 8    | Схід | Схід | Схід | 7    | 4    | 4    | 1    | 6    | 9    | 4    | 20   |
| 7        | Гайнц-Гаральд Френтцен | 3    | 5    | 9    | 5    | 8    | Схід | Схід | 15†  | Схід | Схід | 9    | 5    | 4    | 7    | 5    | 5    | 17   |
| 8        | Александр Вюрц         | 7    | 4    | 4    | Схід | 4    | Схід | 4    | 5    | 4    | 9    | 11   | 16†  | Схід | Схід | 7    | 9    | 17   |
| 9        | Джанкарло Фізікелла    | Схід | 6    | 7    | Схід | Схід | 2    | 2    | 9    | 5    | Схід | 7    | 8    | Схід | 8    | 6    | 8    | 16   |
| 10       | Ральф Шумахер          | Схід | Схід | Схід | 7    | 11   | Схід | Схід | 16   | 6    | 5    | 6    | 9    | 2    | 3    | Схід | Схід | 14   |
| 11       | Жан Алезі              | Схід | 9    | 5    | 6    | 10   | 12†  | Схід | 7    | Схід | Схід | 10   | 7    | 3    | 5    | 10   | 7    | 9    |
| 12       | Рубенс Баррікелло      | Схід | Схід | 10   | Схід | 5    | Схід | 5    | 10   | Схід | Схід | Схід | Схід | НС   | 10   | 11   | Схід | 4    |
| 13       | Міка Сало              | Схід | Схід | Схід | 9    | Схід | 4    | Схід | 13   | Схід | Схід | 14   | Схід | НС   | Схід | 14   | Схід | 3    |
| 14       | Педру Дініс            | Схід | Схід | Схід | Схід | Схід | 6    | 9    | 14   | Схід | Схід | Схід | 11   | 5    | Схід | Схід | Схід | 3    |
| 15       | Джонні Герберт         | 6    | 11†  | Схід | Схід | 7    | 7    | Схід | 8    | Схід | 8    | Схід | 10   | Схід | Схід | Схід | 10   | 1    |
| 16       | Ярно Труллі            | Схід | Схід | 11   | Схід | 9    | Схід | Схід | Схід | Схід | 10   | 12   | Схід | 6    | 13   | Схід | 12†  | 1    |
| 17       | Ян Магнуссен           | Схід | 10   | Схід | Схід | 12   | Схід | 6    |      |      |      |      |      |      |      |      |      | 1    |
| —        | Сіндзі Накано          | Схід | Схід | 13   | Схід | 14   | 9    | 7    | 17†  | 8    | 11   | Схід | 15   | 8    | Схід | 15   | Схід | 0    |
| —        | Естебан Туеро          | Схід | Схід | Схід | 8    | 15   | Схід | Схід | Схід | Схід | Схід | 16   | Схід | Схід | 11   | НКЛ  | Схід | 0    |
| —        | Рікарду Россет         | Схід | Схід | 14   | Схід | НКВ  | НКВ  | 8    | Схід | Схід | 12   | НКВ  | НКВ  | НС   | 12   | Схід | НКВ  | 0    |
| —        | Тораносуке Такагі      | Схід | Схід | 12   | Схід | 13   | 11   | Схід | Схід | 9    | Схід | 13   | 14   | Схід | 9    | 16   | Схід | 0    |
| —        | Олів'є Паніс           | 9    | Схід | 15†  | 11†  | 16†  | Схід | Схід | 11   | Схід | Схід | 15   | 12   | НС   | Схід | 12   | 11   | 0    |
| —        | Йос Ферстаппен         |      |      |      |      |      |      |      | 12   | Схід | Схід | Схід | 13   | Схід | Схід | 13   | Схід | 0    |
| Поз.     | Пілот                  | АВС  | БРА  | АРГ  | СМР  | ІСП  | МОН  | КАН  | ФРА  | ВЕЛ  | АВТ  | НІМ  | УГО  | БЕЛ  | ІТА  | ЛЮК  | ЯПО  | Очки |
| Джерело: |                        |      |      |      |      |      |      |      |      |      |      |      |      |      |      |      |      |      |

| Приклад      | Опис                                                              |
| ------------ | ----------------------------------------------------------------- |
| 1            | Переможець                                                        |
| 2            | Друге місце                                                       |
| 3            | Третє місце                                                       |
| 5            | Фінішував у очковій зоні                                          |
| 12           | Фінішував поза очковою зоною                                      |
| НКЛ          | Фінішував, але не класифікований                                  |
| Схід         | Не фінішував і не класифікований                                  |
| НКВ          | Не кваліфікований                                                 |
| НПКВ         | Не передкваліфікований                                            |
| ДСК          | Дискваліфікований                                                 |
| ТТР          | Брав участь тільки в тренуваннях                                  |
| тест         | Тестер по п'ятницях (з 2003 року)                                 |
| НС           | Брав участь у Гран-прі як бойовий пілот, але не стартував у гонці |
| Т            | Травмований чи хворий                                             |
| Викл         | Виключений із протоколу                                           |
| Від          | Відмова від участі                                                |
| НТР          | Не брав участі в тренуваннях                                      |
| НПР          | Не прибув на Гран-прі                                             |
| С            | Гонка скасована                                                   |
|              | Не брав участі                                                    |
| Жирний шрифт | Поул-позиція                                                      |
| Курсив       | Швидке коло                                                       |

Примітки:
- — Пілоти, що не фінішували на Гран-прі, але були класифіковані, оскільки подолали понад 90 % дистанції.

### Конструктори
| Поз.     | Конструктор         | №  | АВС  | БРА  | АРГ  | СМР  | ІСП  | МОН  | КАН  | ФРА  | ВЕЛ  | АВТ  | НІМ  | УГО  | БЕЛ  | ІТА  | ЛЮК  | ЯПО  | Очки |
| -------- | ------------------- | -- | ---- | ---- | ---- | ---- | ---- | ---- | ---- | ---- | ---- | ---- | ---- | ---- | ---- | ---- | ---- | ---- | ---- |
| 1        | McLaren-Mercedes    | 7  | 2    | 2    | 6    | 1    | 2    | Схід | Схід | 6    | Схід | 2    | 2    | 2    | 7    | Схід | 3    | 3    | 156  |
| 1        | McLaren-Mercedes    | 8  | 1    | 1    | 2    | Схід | 1    | 1    | Схід | 3    | 2    | 1    | 1    | 6    | Схід | 4    | 1    | 1    | 156  |
| 2        | Ferrari             | 3  | Схід | 3    | 1    | 2    | 3    | 10   | 1    | 1    | 1    | 3    | 5    | 1    | Схід | 1    | 2    | Схід | 133  |
| 2        | Ferrari             | 4  | 4    | 8    | 3    | 3    | Схід | 3    | 3    | 2    | 3    | 4    | 8    | Схід | Схід | 2    | 4    | 2    | 133  |
| 3        | Williams-Mecachrome | 1  | 5    | 7    | Схід | 4    | 6    | 5    | 10   | 4    | 7    | 6    | 3    | 3    | Схід | Схід | 8    | 6    | 38   |
| 3        | Williams-Mecachrome | 2  | 3    | 5    | 9    | 5    | 8    | Схід | Схід | 15†  | Схід | Схід | 9    | 5    | 4    | 7    | 5    | 5    | 38   |
| 4        | Jordan-Mugen-Honda  | 9  | 8    | ДСК  | 8    | 10†  | Схід | 8    | Схід | Схід | Схід | 7    | 4    | 4    | 1    | 6    | 9    | 4    | 34   |
| 4        | Jordan-Mugen-Honda  | 10 | Схід | Схід | Схід | 7    | 11   | Схід | Схід | 16   | 6    | 5    | 6    | 9    | 2    | 3    | Схід | Схід | 34   |
| 5        | Benetton-Playlife   | 5  | Схід | 6    | 7    | Схід | Схід | 2    | 2    | 9    | 5    | Схід | 7    | 8    | Схід | 8    | 6    | 8    | 33   |
| 5        | Benetton-Playlife   | 6  | 7    | 4    | 4    | Схід | 4    | Схід | 4    | 5    | 4    | 9    | 11   | 16†  | Схід | Схід | 7    | 9    | 33   |
| 6        | Sauber-Petronas     | 14 | Схід | 9    | 5    | 6    | 10   | 12†  | Схід | 7    | Схід | Схід | 10   | 7    | 3    | 5    | 10   | 7    | 10   |
| 6        | Sauber-Petronas     | 15 | 6    | 11†  | Схід | Схід | 7    | 7    | Схід | 8    | Схід | 8    | Схід | 10   | Схід | Схід | Схід | 10   | 10   |
| 7        | Arrows              | 16 | Схід | Схід | Схід | Схід | Схід | 6    | 9    | 14   | Схід | Схід | Схід | 11   | 5    | Схід | Схід | Схід | 6    |
| 7        | Arrows              | 17 | Схід | Схід | Схід | 9    | Схід | 4    | Схід | 13   | Схід | Схід | 14   | Схід | НС   | Схід | 14   | Схід | 6    |
| 8        | Stewart-Ford        | 18 | Схід | Схід | 10   | Схід | 5    | Схід | 5    | 10   | Схід | Схід | Схід | Схід | НС   | 10   | 11   | Схід | 5    |
| 8        | Stewart-Ford        | 19 | Схід | 10   | Схід | Схід | 12   | Схід | 6    | 12   | Схід | Схід | Схід | 13   | Схід | Схід | 13   | Схід | 5    |
| 9        | Prost-Peugeot       | 11 | 9    | Схід | 15†  | 11†  | 16†  | Схід | Схід | 11   | Схід | Схід | 15   | 12   | НС   | Схід | 12   | 11   | 1    |
| 9        | Prost-Peugeot       | 12 | Схід | Схід | 11   | Схід | 9    | Схід | Схід | Схід | Схід | 10   | 12   | Схід | 6    | 13   | Схід | 12†  | 1    |
| —        | Minardi-Ford        | 22 | Схід | Схід | 13   | Схід | 14   | 9    | 7    | 17†  | 8    | 11   | Схід | 15   | 8    | Схід | 15   | Схід | 0    |
| —        | Minardi-Ford        | 23 | Схід | Схід | Схід | 8    | 15   | Схід | Схід | Схід | Схід | Схід | 16   | Схід | Схід | 11   | Схід | Схід | 0    |
| —        | Tyrrell-Ford        | 20 | Схід | Схід | 14   | Схід | НКВ  | НКВ  | 8    | Схід | Схід | 12   | НКВ  | НКВ  | НС   | 12   | Схід | НКВ  | 0    |
| —        | Tyrrell-Ford        | 21 | Схід | Схід | 12   | Схід | 13   | 11   | Схід | Схід | 9    | Схід | 13   | 14   | Схід | 9    | 16   | Схід | 0    |
| Поз.     | Конструктор         | №  | АВС  | БРА  | АРГ  | СМР  | ІСП  | МОН  | КАН  | ФРА  | ВЕЛ  | АВТ  | НІМ  | УГО  | БЕЛ  | ІТА  | ЛЮК  | ЯПО  | Очки |
| Джерело: |                     |    |      |      |      |      |      |      |      |      |      |      |      |      |      |      |      |      |      |

| Приклад      | Опис                                                              |
| ------------ | ----------------------------------------------------------------- |
| 1            | Переможець                                                        |
| 2            | Друге місце                                                       |
| 3            | Третє місце                                                       |
| 5            | Фінішував у очковій зоні                                          |
| 12           | Фінішував поза очковою зоною                                      |
| НКЛ          | Фінішував, але не класифікований                                  |
| Схід         | Не фінішував і не класифікований                                  |
| НКВ          | Не кваліфікований                                                 |
| НПКВ         | Не передкваліфікований                                            |
| ДСК          | Дискваліфікований                                                 |
| ТТР          | Брав участь тільки в тренуваннях                                  |
| тест         | Тестер по п'ятницях (з 2003 року)                                 |
| НС           | Брав участь у Гран-прі як бойовий пілот, але не стартував у гонці |
| Т            | Травмований чи хворий                                             |
| Викл         | Виключений із протоколу                                           |
| Від          | Відмова від участі                                                |
| НТР          | Не брав участі в тренуваннях                                      |
| НПР          | Не прибув на Гран-прі                                             |
| С            | Гонка скасована                                                   |
|              | Не брав участі                                                    |
| Жирний шрифт | Поул-позиція                                                      |
| Курсив       | Швидке коло                                                       |

Примітки:
- — Пілоти, що не фінішували на Гран-прі, але були класифіковані, оскільки подолали понад 90 % дистанції.

## Виноски
1. ↑  Міхаель Шумахер показав найшвидший час у кваліфікації, але був змушений стартувати з кінця пелотону через те, що його болід заглохнув на другому підготовчому колі. Поул-позиція залишилася вакантною на стартовій решітці, а Міка Гаккінен, що стартував з другого місця, був першим серед усіх пілотів. Попри це Шумахер вважається володарем поулу.